# Hélène Bischler
Hélène Bischler, née le 3 janvier 1932 à Berne et morte le 12 février 2005 à Paris, est une botaniste française.

## Biographie
Hélène Bischler soutient un doctorat en sciences naturelles à  l'Université de Genève en 1957. De 1956 à 1959, elle travaille  à l'Université nationale de Colombie à Bogotá puis en 1960 au Conservatoire botanique de Genève.
Elle fait ensuite une carrière de recherche au Centre national de la recherche scientifique (CNRS) à Paris de 1961 à sa retraite en 1997. Elle est affectée à différentes équipes de recherche (hépatiques néotropes, hépatiques méditerranéennes, évolution des cryptogames, biodiversité et systématique moléculaire) du Muséum national d'histoire naturelle.
Ses intérêts de recherche sont principalement la systématique des hépatiques néotropicales, puis l'écologie des hépatiques méditerranéennes avec Suzanne Jovet-Ast.
Elle est co-auteur de plusieurs volumes de l'Index Hepaticarum et a publié plus de 120 articles de recherche scientifique et plusieurs livres.